# 普拉亞格拉吉縣
普拉亞格拉吉縣是印度的一個縣，位於該國北部，由北方邦負責管轄，面積5,424平方公里，識字率為74.41%，2011年人口5,959,798，人口密度每平方公里1,099人。

## 外部連結
- 官方网站

25°27′N 81°51′E / 25.450°N 81.850°E